# Petri-Kirche (Wendhausen)

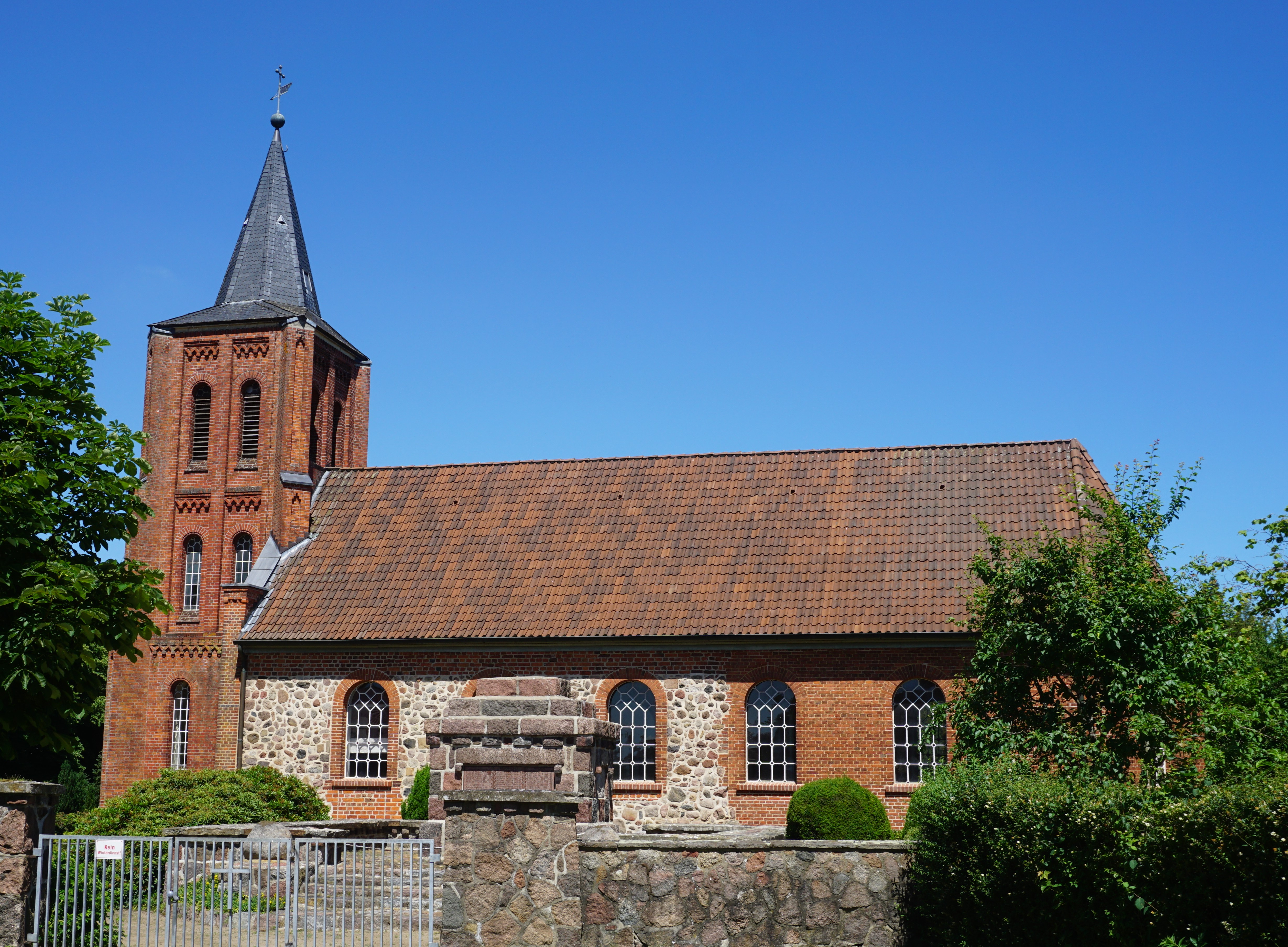
Petri-Kirche in Wendhausen

Die evangelisch-lutherische Petri-Kirche steht in Wendhausen in der Gemeinde Reinstorf im niedersächsischen Landkreis Lüneburg.

## Lage
Die Kirche steht am nördlichen Rand des historischen Ortskerns von Wendhausen. Südlich vor der Kirche steht ein größeres Kriegerdenkmal. Der zugehörige Friedhof befindet sich im nördlichen Bereich des Kirchengeländes.

## Geschichte
Vermutlich stand an gleicher Stelle bereits im 9. oder 10. Jahrhundert eine Taufkapelle. Hierzu fehlen allerdings eindeutige Nachweise. Das Patronat über die Kirche stand zunächst dem St.-Michaelis-Kloster in Lüneburg zu. Seit 1550 gehört die Kirche zu Reinstorf.
Die ursprüngliche Feldsteinkirche wurde zwischen 1847 und 1849 fast vollständig erneuert. Der Rundturm wurde dabei entfernt. Mauerreste aus Feldsteinen des Vorgängerbaus wurden teilweise in den neuen Bau einbezogen. Zwischenzeitlich besaß die Kirche einen südlich vorgesetzten Glockenstuhl. Der Westturm wurde erst 1879 hinzugefügt.
Der Innenraum wurde 1956 modernisiert. Umbaumaßnahmen wurden dabei vor allem im Altarbereich vorgenommen.
Die Petri-Kirche gehört heute neben der Matthäuskirche in Barendorf, der St.-Vitus-Kirche in Reinstorf und der  St.-Nikolaus-Kapelle in Vastorf zur Kirchengemeinde Reinstorf im Kirchenkreis Lüneburg im Sprengel Lüneburg in der Evangelisch-lutherischen Landeskirche Hannovers.

## Architektur und Ausstattung

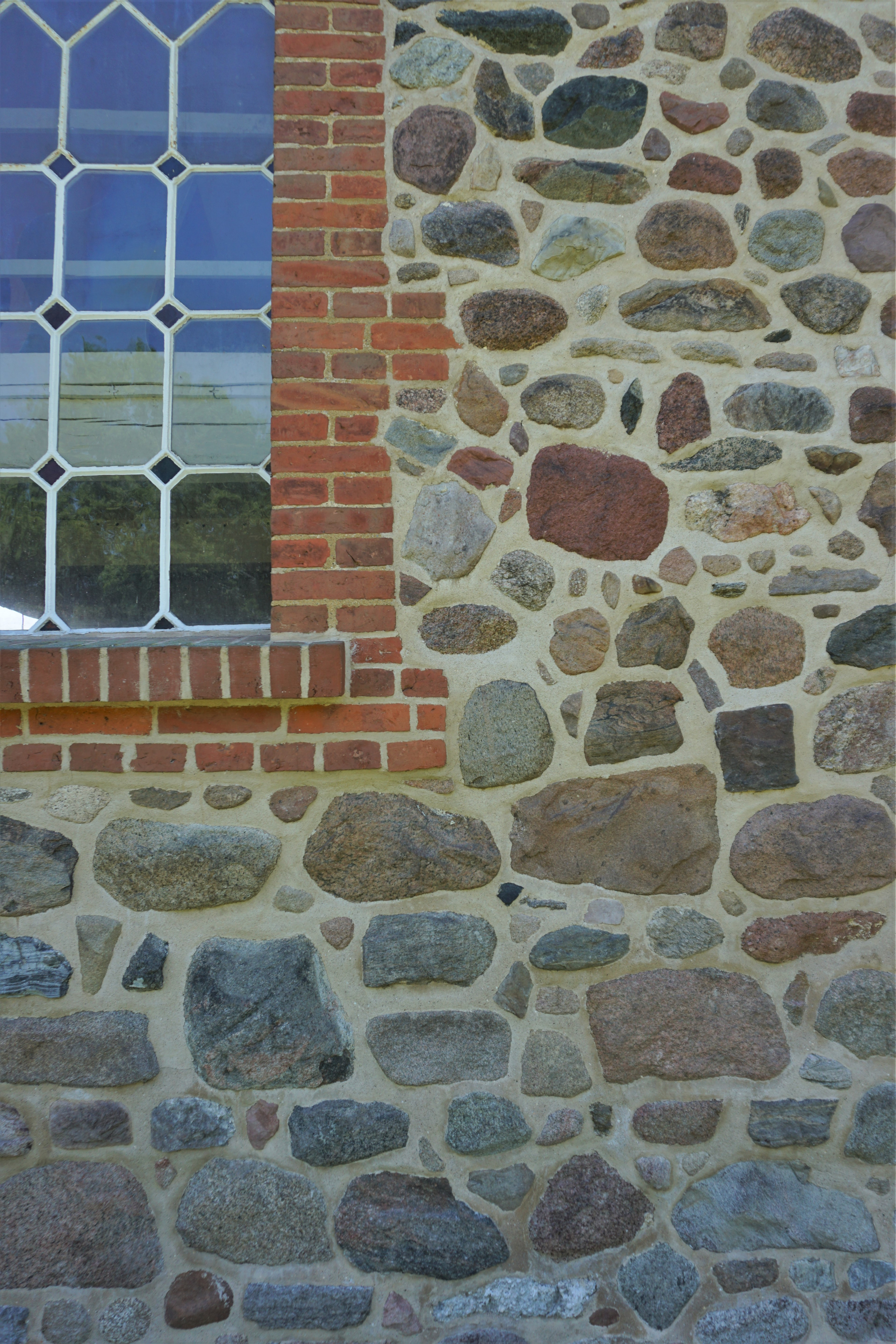
Detailaufnahme des Feldsteinmauerwerks

Die Kirche ist ein rechteckiger Backsteinbau mit dreiseitigem Chorschluss im Osten. Der westliche Teil des Mauerwerks des Langhauses im Norden, wie auch im Süden, besteht zu weiten Teilen aus Feldsteinmauerwerk. Der östliche Teil mit Chorschluss ruht auf einem kleinen Feldsteinfundament, besteht sonst jedoch aus Backsteinen. Die Saalkirche besitzt einen wuchtigen dreigeschossigen Westturm. Das Dach des Westturms ist mit Schieferplatten gedeckt, das Langhaus besitzt hingegen ein mit bräunlichen Ziegeln gedecktes Dach. 
In der östlichen Wand des Chorraums über dem Altartisch befindet sich ein rundliches Fenster mit Glasmalereien. Es zeigt eine Taube von roten und orangen Elementen umgeben. Über dem Haupteingang im Westturm befindet sich ein Fenster mit Glasmalereien, das einen Hahn darstellt.
Eine Petrus-Statue aus dem 15. Jahrhundert befindet sich in einer Wandnische. Petrus, der Namenspatron der Kirche, wird als Papst mit drei goldenen Reifen als Krone dargestellt.